# Chief Marin
Chief Marin (ca. 1781 – 15 maart 1839) was de grote leider van de Licatiut-stam van Coast Miwok-indianen in Marin County, volgens het semi-historische verslag van generaal Mariano Guadalupe Vallejo aan de eerste legislatuur van de Amerikaanse staat Californië. Historische bronnen geven aan dat Chief Marin in 1801 als jonge man gedoopt is in de San Francisco de Asís-missie in San Francisco en dat hij later naar de San Rafael Arcángel-missie in San Rafael verhuisde. Hij diende er in de jaren 1820 als alcalde (magistraat). Chief Marin stierf op natuurlijke wijze in 1839. Er wordt verondersteld dat zowel Marin County als de Marin Islands naar hem vernoemd zijn.